# Peter Hanke
Peter Hanke (ur. 25 lutego 1973 w Wiedniu) – austriacki polityk, menedżer i samorządowiec, w latach 2018–2025 członek rządu krajowego Wiednia, od 2025 minister w rządzie federalnym.

## Życiorys
W 1984 zdał egzamin maturalny, następnie do 1992 studiował zarządzanie przedsiębiorstwem na Uniwersytecie Ekonomicznym w Wiedniu. Przygotował i złożył pracę magisterską, jednak nie przystąpił do jej obrony. Od 1993 był zawodowo związany z Wien Holding, spółką komunalną działającą w wiedeńskiej stolicy. Pracował w niej jako konsultant do spraw biznesowych i kierownik działu księgowości, był też przewodniczącym rady zakładowej i prokurentem. Od 2002 zajmował stanowisko dyrektora zarządzającego tej spółki. Pełnił też funkcje kierownicze w innych jednostkach gospodarczych.
Działacz Socjaldemokratycznej Partii Austrii (SPÖ). W 2018 dołączył do rządu krajowego Wiednia, na czele którego stanął Michael Ludwig. Powierzono mu sprawy dotyczące m.in. finansów, gospodarki i kwestii międzynarodowych. W 2020 przejął również nadzór nad Wiener Stadtwerke, miejskim przedsiębiorstwem odpowiadającym za infrastrukturę.
W marcu 2025 objął urząd ministra klimatu, środowiska, energii, mobilności, innowacji i technologii w powołanym wówczas gabinecie Christiana Stockera. W kwietniu 2025 w wyniku zmian struktury resortów przeszedł na stanowisko ministra innowacji, mobilności i infrastruktury.